# Wansbeck (circonscription britannique)
La circonscription de Wansbeck  est une circonscription située dans le Northumberland, et représentée à la Chambre des communes du Parlement britannique depuis 2010 par Ian Lavery du Parti travailliste.